# شهرک صنعتی علی میرزایی
شهرک صنعتی علی میرزایی یک منطقهٔ تجاری صنعتی در ایران است که در دهستان خاوه جنوبی واقع شده‌است.ناحیه صنعتی علیمیرزائی، اولین شهرک صنعتی شهرستان دلفان می باشد که در منطقه خاوه مجاور روستای علیمیرزائی، که نام شهرک نیز برگرفته از همین منطقه است با وسعتی بالغ بر 95 هزار متر مربع واقع شده است.
موقعیت مکانی شهرک صنعتی علیمیرزائی در کیلومتر 15 جاده نورآباد – نهاوند و ۵کیلومتر دوراهی نوراباد -خرم آباد در مجاورت روستای علیمیرزائی، در فاصله ۲کیلومتری از گاوداری صنعتی دلفان و فاصله ۸کیلومتری از اولین شهر (برخوردار) می‌باشد.